# 17108 Патрікорбетт
17108 Патрікорбетт (17108 Patricorbett) — астероїд головного поясу, відкритий 10 травня 1999 року.
Тіссеранів параметр щодо Юпітера — 3,288.